# Otto Scharfschwerdt

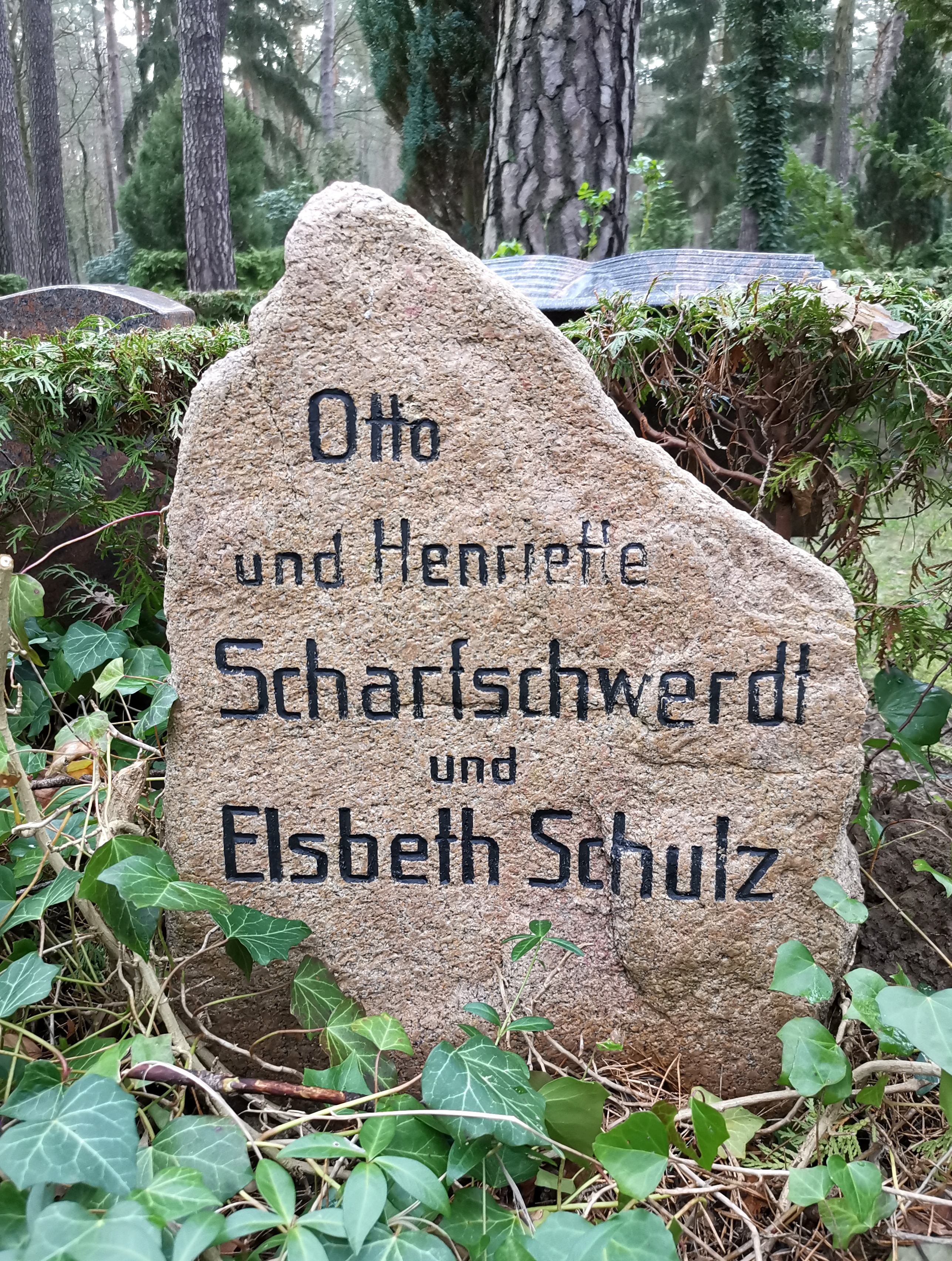
Grabstelle auf dem Waldfriedhof Birkenwerder

Otto Scharfschwerdt (geboren am 20. Januar 1887 in Belgard; gestorben am 4. Mai oder 5. Mai 1943 im KZ Sachsenhausen) war ein deutscher Gewerkschaftsfunktionär und Widerstandskämpfer gegen den Nationalsozialismus in Deutschland.

## Leben
Otto Scharfschwerdt kam im pommerschen Belgard zur Welt, sein Vater war Dachdeckermeister. Nach dem Besuch der Bürgerschule, die er nach acht Jahren „mit Auszeichnung“ beendete, erlernte er im sächsischen Plauen den Beruf des Kesselschmiedes. Sportlich als Ringer aktiv, wurde er in dieser Zeit sächsischer Meister. Von 1904 bis 1907 leistete er in der kaiserlichen Armee seinen Militärdienst. Nach dem Militärdienst wurde er in Berlin bei der Eisenbahn angestellt. Ab 1908 im Fahrdienst, stieg er nach Qualifizierungen bis 1922 zum Lokführer auf.
In seinem Wohnort Hohen Neuendorf trat er 1909 in die Sozialdemokratische Partei Deutschlands ein und wurde deren Ortsverbandsvorsitzender. Ab 1912 engagierte er sich aktiv im Verband preußisch-hessischer Lokomotivführer, der späteren Gewerkschaft Deutscher Lokomotivführer. Zum Ende des Ersten Weltkrieges wurde er in den Arbeiter- und Soldatenrat gewählt und nahm als Delegierter am Reichsrätekongress im Dezember 1918 in Berlin teil. 1920 wurde er in den Vorstand seiner Gewerkschaft gewählt. Bald darauf erhielt er bei der Gewerkschaft eine Anstellung. Er war beteiligt an der Organisation und Durchführung von Streiks in den frühen 1920er Jahren, so auch beim Generalstreik der Eisenbahn während des Kapp-Putsches im März 1920. Scharfschwerdt war bis zu deren Auflösung 1924 2. Vorsitzender der Reichsgewerkschaft deutscher Eisenbahner. Ab 1929 war er Mitglied des Kreistages Niederbarnim. Im Reichsbanner Schwarz-Rot-Gold war er Vorstandsmitglied.
1929 nahm Scharfschwerdt an einer Besprechung der Internationalen Transportarbeiter-Föderation (ITF) in Amsterdam teil und besprach dort mit anderen Gewerkschaftern wie Edo Fimmen, Franz Scheffel und Hermann Jochade die Möglichkeiten für Strukturen der deutschen Eisenbahner.
1933 wurde Scharfschwerdt zusammen mit seinem politisch ebenfalls aktiven Sohn nach einer Rede des Sohns auf einer Jugendweihefeier auf dem Grundstück der Scharfschwerdts in Hohen Neuendorf durch die Sturmabteilung in sogenannte „Schutzhaft“ genommen und im Konzentrationslager Oranienburg fünf Wochen interniert. Nach der Entlassung setzte sich Scharfschwerdt letztlich vergeblich dafür ein, die Gewerkschaft der Lokomotivführer, die nun als Verein Deutscher Lokomotivführer firmierte, vor der Gleichschaltung zu bewahren. Scharfschwerdt organisierte Widerstand, druckte Flugblätter und war in der „Gruppe Nordbahn“, die Gewerkschafter, Sozialdemokraten und ehemalige Reichsbanner-Mitglieder vereinte, tätig. Er wurde von der Geheimen Staatspolizei beobachtet.
Am 20. Januar 1937 wurde Otto Scharfschwerdt erneut verhaftet. Vor dem Berliner Kammergericht wurde er in einem Prozess des Hochverrats beschuldigt und zu einer Freiheitsstrafe von sechs Jahren Zuchthaus verurteilt; er wurde ins Zuchthaus Brandenburg-Görden gesteckt. Noch vor Ablauf der Strafe brachte man ihn ins Konzentrationslager Sachsenhausen. Dort wurde er im Außenlager Klinkerwerk zu Schwerstarbeiten herangezogen. Er starb am 4. oder 5. Mai 1943 unter ungeklärten Umständen, die Todesursache ist nicht bekannt. Er soll zu den Opfern der Menschenversuche mit Flecktyphusimpfungen gehören.

## Familie
Mit seiner Frau Henriette hatte er den am 27. August 1909 in Berlin geborenen Sohn Otto Emil Julius Scharfschwerdt.

## Ehrungen

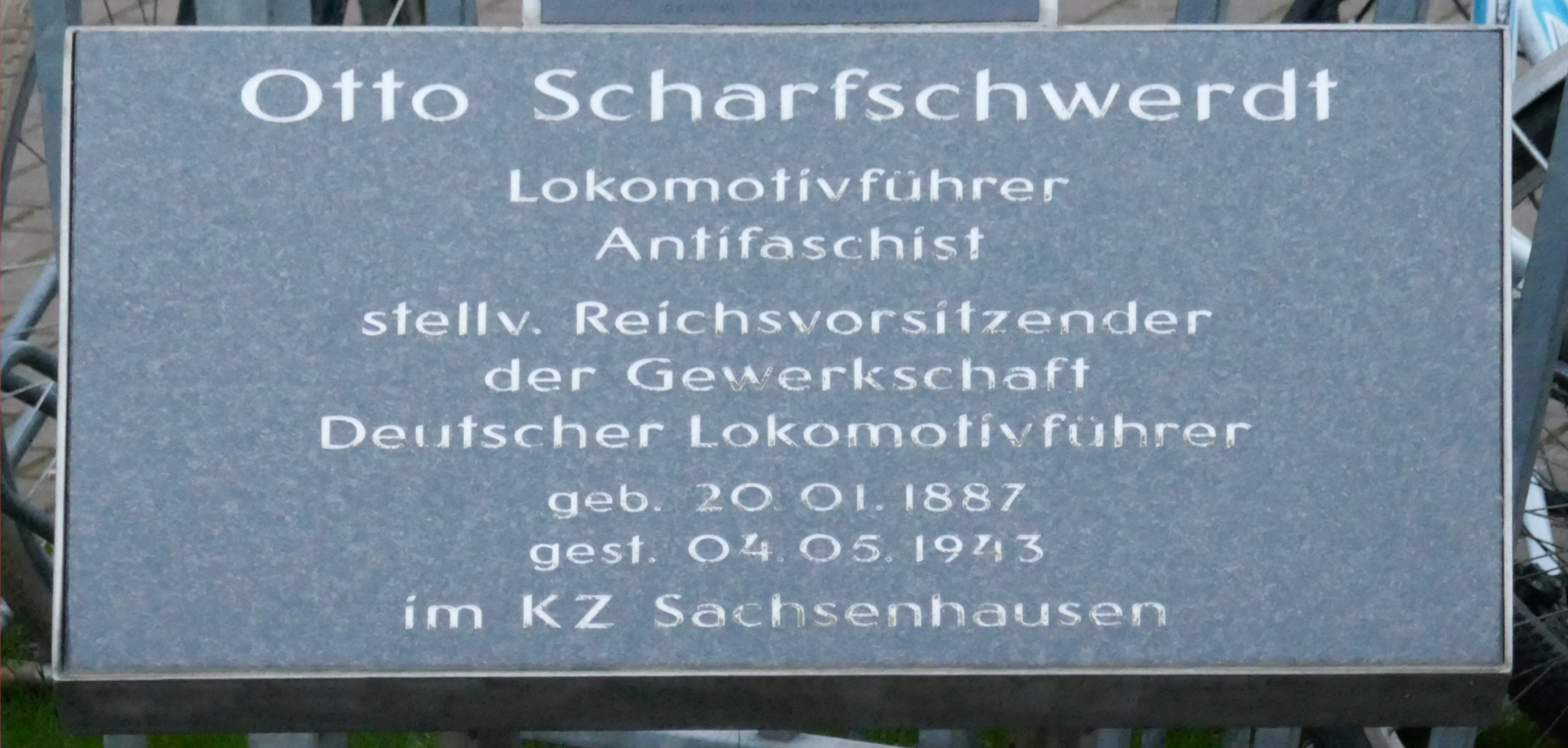
Gedenktafel für Otto Scharfschwerdt
am Bahnhof in Stralsund

Nach 1945 verschwieg die später wieder gegründete GDL Scharfschwerdts Namen. Die Gewerkschaft der Eisenbahner Deutschlands (GdED) ehrte 1983 Scharfschwerdt mit einer Ehrentafel für die hingerichteten Eisenbahner-Gewerkschafter. Die Eisenbahn- und Verkehrsgewerkschaft (EVG) ehrte Scharfschwerdt 2013 anlässlich seines 70. Todestags an seinem Grab in Birkenwerder.
Das Bahnbetriebswerk der Deutschen Reichsbahn in Stralsund trug von Mai 1985 an den Namen Otto Scharfschwerdt. In Hohen Neuendorf wurde eine Straße nach ihm benannt.

## Belege
1. 1 2  Eisenbahn- und Verkehrsgewerkschaft, 2017 (PDF)

| Personendaten    | Personendaten                                                                                          |
| ---------------- | --- |
| NAME             | Scharfschwerdt, Otto                                                                                   |
| KURZBESCHREIBUNG | deutscher Gewerkschaftsfunktionär, Sozialdemokrat und Widerstandskämpfer gegen den Nationalsozialismus |
| GEBURTSDATUM     | 20. Januar 1887                                                                                        |
| GEBURTSORT       | Belgard                                                                                                |
| STERBEDATUM      | 4. Mai 1943 oder 5. Mai 1943                                                                           |
| STERBEORT        | KZ Sachsenhausen                                                                                       |